# 鹿児島港
鹿児島港（かごしまこう）は、鹿児島県鹿児島市にある港湾。港湾法による重要港湾、港則法による特定港、港湾運送事業法による指定港湾。港湾管理者は鹿児島県。
鹿児島湾の中央部の薩摩半島側に位置しており、鹿児島市の南北約20キロメートル範囲の7港区から構成される。2023年（令和5年）の「港湾統計年報」によれば自動車航送車両台数は約166万台であり日本国内首位、船舶乗降人員は約467万人で、広島県の厳島港に次いで日本国内2位である。
平安時代末期から鎌倉時代にかけて鹿児島湾に注ぐ甲突川の河口が港となっており、戦国時代には稲荷川の河口が港となった。1341年に島津貞久が東福寺城に居城を移したことにより発展し、江戸時代には石高77万石の雄藩である薩摩藩の藩庁が置かれた鹿児島城下の港として琉球貿易や海外交易の拠点となった。1919年（大正8年）には関税法上による開港指定を受け、南九州で最初の開港場となった。

## 概要
鹿児島湾の中央部の薩摩半島側に位置する。鹿児島市の南北約20キロメートルに広がる港湾であり、7港区から構成される（詳細は「#港区」節を参照）。薩摩半島と桜島や大隅半島への交通路であるほか、奄美大島・沖縄などの南西諸島への重要な交通・物流拠点となっており、鹿児島県の県庁所在地である鹿児島市の海の玄関口となっている。
また、薩摩半島に位置する鹿児島港と鹿児島湾を挟んで東側に対する大隅半島との間を結ぶフェリー航路が運航されている。桜島港との間を結ぶ桜島フェリー、垂水市の垂水港との間を結ぶ鴨池・垂水フェリーは生活航路としての使命を果たしており、年間約731万人の旅客輸送を行っている。
鹿児島港において取り扱われている貨物は、鹿児島県は畜産が盛んであることから飼料用の穀物や、南方に多数の離島を抱えていることから離島の生活関連物資が中心となっている。

## 港勢

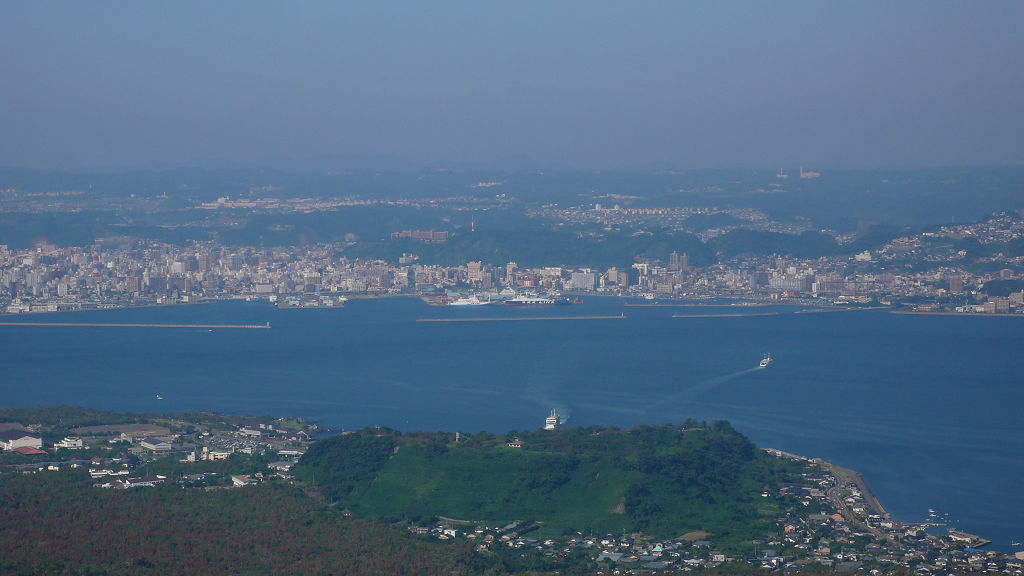
桜島（手前）より見下ろす鹿児島港（奥）。写真中央が北埠頭、その左隣が南埠頭。

鹿児島港を発着する定期航路は、鹿児島湾内を運航する桜島との間を結ぶ桜島フェリー（桜島航路）、垂水市との間を結ぶ鴨池・垂水フェリー（垂水航路）が就航しているほか、鹿児島県本土の南方に位置する離島である種子島、屋久島、奄美大島や沖縄、三島村、十島村の各島への発着港となっている。また桜島フェリーは全国で唯一24時間運航を実施している。
中央港区のマリンポートかごしまには大型観光船ふ頭が整備されており、2019年（令和元年）には大型観光船が95回寄港した。
鹿児島港を管轄する長崎税関鹿児島税関支署（管轄に喜入港を含む）によって通関した2018年（平成30年）の輸出品目は再輸出品・魚介類及び同調製品・金属鉱及びくず・無機化合物・船舶類、輸入品目は原油及び粗油・穀物及び同調製品・飼料・再輸入品・石油ガス類であった。
以下の港勢は特に記載がないものは2018年（平成30年）現在の「港湾統計年報」のデータである。

### 入港船舶
鹿児島港への入港船舶は下記のとおりである。
| 種別               | 隻数（隻） | 総トン数（トン） |
| ------------------ | ---------- | ---------------- |
| 外航商船           | 302        | 13,509,203       |
| 内航商船           | 7,504      | 7,210,397        |
| 内航の自動車航送船 | 35,911     | 50,480,634       |
| 漁船               | 1,606      | 36,089           |
| その他             | 2          | 210              |
| 合計               | 45,325     | 71,236,533       |

### 船舶乗降人員
鹿児島港の船舶乗降人員は以下のとおりである。船舶乗降人員は広島県の厳島港に次いで全国2位である。
| 種別     | 乗降人員（人） | 乗込人員（人） | 上陸乗員（人） |
| -------- | -------------- | -------------- | -------------- |
| 外国航路 | 533,180        | 250,121        | 283,059        |
| 内国航路 | 7,731,001      | 2,867,050      | 2,863,951      |
| 合計     | 6,264,181      | 3,117,171      | 3,147,010      |

### 海上出入貨物
鹿児島港の海上出入貨物のトン数は以下のとおりである。
| 種別         | 合計（トン） | 輸出（トン） | 輸入（トン） | 移出（トン） | 移入（トン） |
| ------------ | ------------ | ------------ | ------------ | ------------ | ------------ |
| 一般         | 6,320,241    | 35,320       | 1,388,136    | 1,500,421    | 3,396,364    |
| 自動車航送船 | 28,520,115   | -            | -            | 14,115,195   | 14,404,920   |
| 合計         | 34,840,356   | 35,320       | 1,388,136    | 15,615,616   | 17,801,284   |

## 歴史

### 鹿児島港の興り

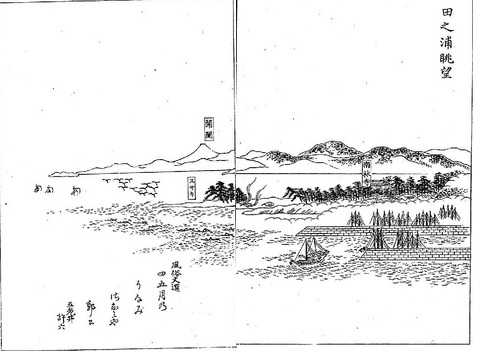
江戸時代の田之浦の絵図（三国名勝図会）

平安時代末期から鎌倉時代にかけて甲突川の河口に港があったとされ、戦国時代になると稲荷川の河口が鹿児島の港となった。鹿児島港が本格的に築港されるまでは、稲荷川や甲突川によって形成された沖積地が広がっており、海岸線には草木が繁茂していたとされる。
港町としての発展は興国2年/暦応4年（1341年）に島津貞久が東福寺城を築城して以降と見られている。多賀山の麓が泊地となっており、河口から滑川までの海岸にそって人家が立ち並んで港町を形成していた。
江戸時代初頭頃には稲荷川の河口近くの田之浦付近が湊として利用されていた。慶長7年（1602年）に薩摩藩初代藩主島津家久が鹿児島城を築城した頃より港の機能は稲荷川河口から南下し鹿児島城の前方にある前之浜が港としての機能を有するようになった。正保2年（1645年）に新たに海岸の石垣の構築を幕府に申請した。文政年間になり、鹿児島城下の住吉町から築町（現在の名山町の一部）にかけて本格的な港としての整備が行われた。
江戸時代後期の文政・天保年間には屋久島岸岐（南波止）、弁天波止、新波止、三五郎波止などの防波堤が鹿児島の港を囲うように建設された。文政9年の記録によれば鹿児島港の背景地にある鹿児島城下の人口は72,350人であり、全国的に見ても大都市であった。

### 航路の開設と拡張

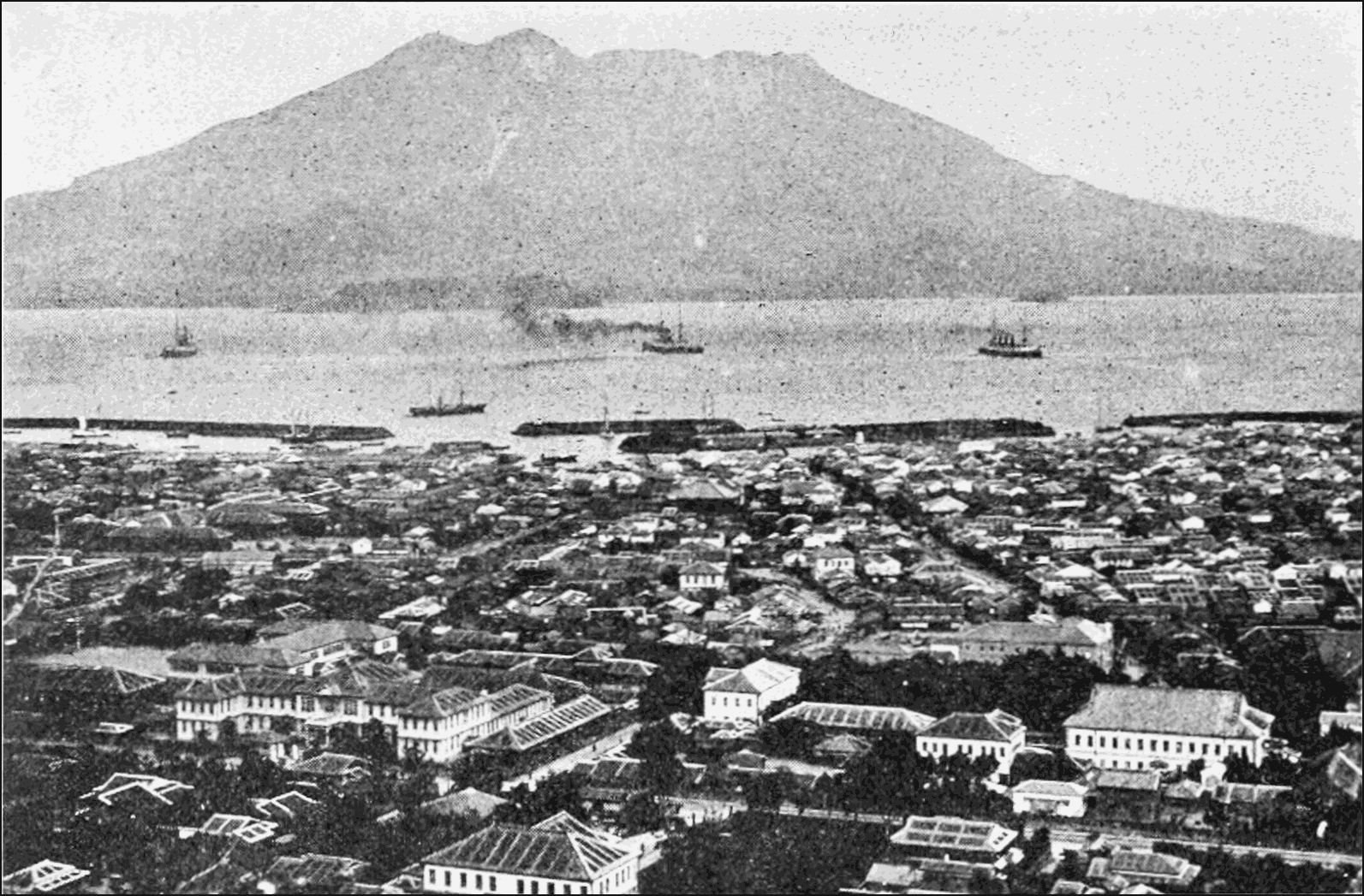
1907年頃の鹿児島市街と鹿児島港

明治時代になり、西南戦争が終戦すると三菱会社や共同運輸会社（のちに合併し日本郵船となる）の船が鹿児島港に寄港するようになった。1884年（明治17年）には大阪商船（現在の商船三井）の船も寄港するようになり、大阪港との間を神戸港、多度津港などを経由し結んだ。
1878年（明治11年）には、鹿児島湾内を運航する小型の旅客汽船の運航が始まり、1883年（明治16年）には種子島・屋久島に郵便回送を行うようになった。鹿児島港には関税の手続きを行う官庁が設置されておらず、海外からの貨物については長崎港にて関税手続を行ってから鹿児島港に荷揚げされていたが、1897年（明治30年）に鹿児島税関監視所が設置され、鹿児島港で直接関税手続が行えるようになった。
1900年（明治33年）から1905年（明治38年）にかけて鹿児島港の修築工事が行われ、この工事によって発生した土砂を利用して大門口附近の海面、鹿児島駅付近の運河や堀を埋立てて新たに陸地が拡張された。物揚場、防波堤、浮桟橋が整備されたことにより1,500トン級の船舶の接岸が可能となった。このことにより、交易は伸長し1907年（明治40年）には輸移出額・輸移入額が増加に転じた。明治時代後半には沖縄や奄美大島との泡盛、黒砂糖などの取引や大阪方面との反物などの取引が海上輸送を通じて行われた。
1922年（大正11年）に指定港湾に指定され、上海や大連、朝鮮半島への国際定期便航路が開設された。1923年（大正12年）には2回目となる修築工事が行われ、洲崎町（現在の城南町・住吉町など）から住吉町までの堀を埋立て港湾施設が建設された。1938年（昭和13年）には塩屋町（現在の甲突町）の沖が埋立てられさらに陸地が拡張された。
1931年（昭和6年）11月には、第一桟橋に戦艦榛名が接岸。同月19日には陸軍特別大演習を終えた昭和天皇の御召艦として横須賀港へ向かった。
1934年（昭和9年）に西桜島村（のちの桜島町）が桜島の袴腰港から鹿児島港を結ぶ航路の運航を開始した。1935年（昭和10年）には全国で9番目、九州地方では初となる中央卸売市場として鹿児島市中央卸売市場が住吉町に開設された。中央卸売市場はのちに1967年（昭和42年）には魚類市場を城南町に移転、1976年（昭和51年）には青果市場を東開町に移転した。

### 第二次世界大戦と終戦後の貿易
1941年（昭和16年）から1945年（昭和20年）までの第二次世界大戦中の鹿児島港は軍需港として使用され、南港では大日本帝国海軍が軍港として整備を行っていたが建設途中に終戦を迎えた。
戦時中の鹿児島港では軍需関係以外の貿易が行われず、終戦後の1945年（昭和20年）には当時の日本を統治下に置いた連合国軍最高司令官総司令部（GHQ）が輸出入許可制を発令し、鹿児島港では少量の貿易が行われた。戦前の主要貿易先であったアジア大陸に代わり、日本の施政下から切り離されアメリカ合衆国の統治下となった奄美大島や沖縄への貿易が鹿児島港にとって主軸となった。一方でアメリカ合衆国統治下となり日本本土との往来を禁じられた北緯30度線以南のトカラ列島や奄美大島、沖縄からの密航者や密輸入に対する取締りが鹿児島市の自治体警察である鹿児島市警察によって行われた。

### 戦後復興と南岸の整備拡張
第二次世界大戦終結に伴い、1945年（昭和20年）9月28日、引揚港の一つに指定された。1948年（昭和23年）に5年に渡る鹿児島港の戦災復旧工事に着手し、1950年（昭和25年）には鹿児島港と袴腰港（現在の桜島港）との間にフェリーが就航した。1951年（昭和26年）には港湾法による重要港湾に指定された。
昭和40年代以降、鹿児島港は南岸に沿って整備拡張がすすめられた。1967年（昭和42年）に奄美・沖縄航路専用の新港区が整備され、1974年（昭和49年）には与次郎ヶ浜に南海郵船（のちの垂水フェリー）が垂水港との間にフェリー航路を開設した。
1972年（昭和47年）には、鹿児島市郡元町（現在の鴨池新町）に設置されていた鹿児島空港が、姶良郡溝辺町大字麓（現在の霧島市溝辺町麓）に移転した。
更には1974年（昭和49年）には谷山港を発着するフェリーさんふらわあが就航し鹿児島と大阪を結んでいたが、1986年（昭和61年）から多客期のみ鹿児島港に寄港し通常は志布志港発着となった。また、1987年（昭和62年）には鹿屋市の古江港との間を結ぶ高速船が就航、1989年（平成元年）には種子島・屋久島との間を結ぶ高速船も就航した。
2000年（平成12年）には鹿児島市に本社を置く日本ガスが液化天然ガスを運搬する専用船の母港を鹿児島港とし、鹿児島港とインドネシアとの間に液化天然ガス専用船を就航させた。2014年（平成26年）には博多港から鹿児島港、那覇港などを経て石垣島に至る航路であった琉球海運が運航する「みやびII」が石垣島から台湾の高雄港に航路を延伸し、鹿児島港では初となる国際定期貨物航路となった。

## 定期旅客航路
2020年（令和2年）3月現在、鹿児島港を発着する定期旅客航路は以下のとおりである。
| 港区     | 埠頭     | 船名・航路名                             | 運営者           | 運航区間 |
| -------- | -------- | ---------------------------------------- | ---------------- | --- |
| 本港区   | 北ふ頭   | 桜島フェリー                             | 鹿児島市船舶局   | - 桜島港 |
| 本港区   | 北ふ頭   | フェリーあまみ フェリーきかい            | 奄美海運         | - 喜界島 - 奄美大島（名瀬港） - 奄美大島（古仁屋港） - 徳之島（平土野港） - 沖永良部島（知名港）                                                        |
| 本港区   | 南ふ頭   | フェリーみしま                           | 三島村           | - 竹島 - 硫黄島 - 黒島（大里港・片泊港） |
| 本港区   | 南ふ頭   | フェリーとしま                           | 十島村           | - 口之島（西之浜漁港） - 中之島 - 平島 - 諏訪之瀬島（切石港・元浦港） - 悪石島（やすら浜港） - 小宝島（小宝島港） - 宝島（宝島港） - 奄美大島（名瀬港） |
| 本港区   | 南ふ頭   | 貨客船プリンセスわかさ                   | コスモライン     | - 種子島（西之表港） |
| 本港区   | 南ふ頭   | フェリー屋久島2                          | 折田汽船         | - 屋久島（宮之浦港） |
| 本港区   | 南ふ頭   | 高速船トッピー 高速船ロケット            | 種子屋久高速船   | - 指宿港 - 西之表港（種子島） - 宮之浦港・安房港（屋久島）                                                                                              |
| 新港区   | 新港区   | クイーンコーラルプラス クイーンコーラル8 | マリックスライン | - 奄美大島（名瀬港） - 徳之島（亀徳港） - 沖永良部島（和泊港） - 与論島（与論港） - 本部港 - 那覇港                                                     |
| 新港区   | 新港区   | フェリーあけぼの フェリー波之上          | マルエーフェリー | - 奄美大島（名瀬港） - 徳之島（亀徳港） - 沖永良部島（和泊港） - 与論島（与論港） - 本部港 - 那覇港                                                     |
| 鴨池港区 | 鴨池港区 | 鴨池・垂水フェリー                       | 垂水フェリー     | - 垂水港 |
| 谷山二区 | 谷山二区 | フェリーはいびすかす                     | 鹿児島商船       | - 種子島（西之表港） - 屋久島（宮之浦港） |

## 港区
鹿児島港は南北約20キロメートルの範囲の7港区から構成されている。港区は北から本港区、新港区、鴨池港区、中央港区、谷山一区、谷山二区、浜平川港区がある。
以下では鹿児島港を構成する港区について詳述する。

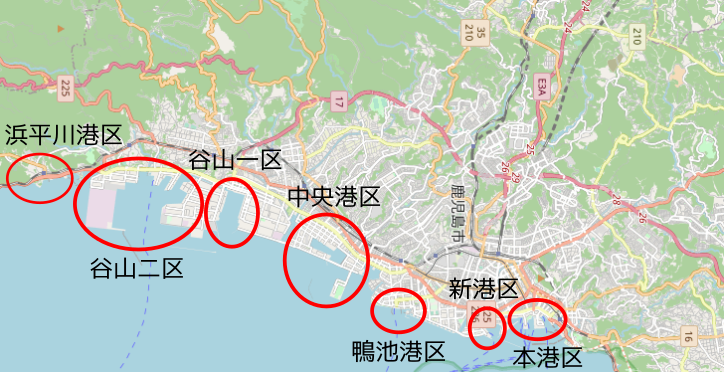
鹿児島港を構成する港区を示す地図（写真右方向が北）

### 本港区

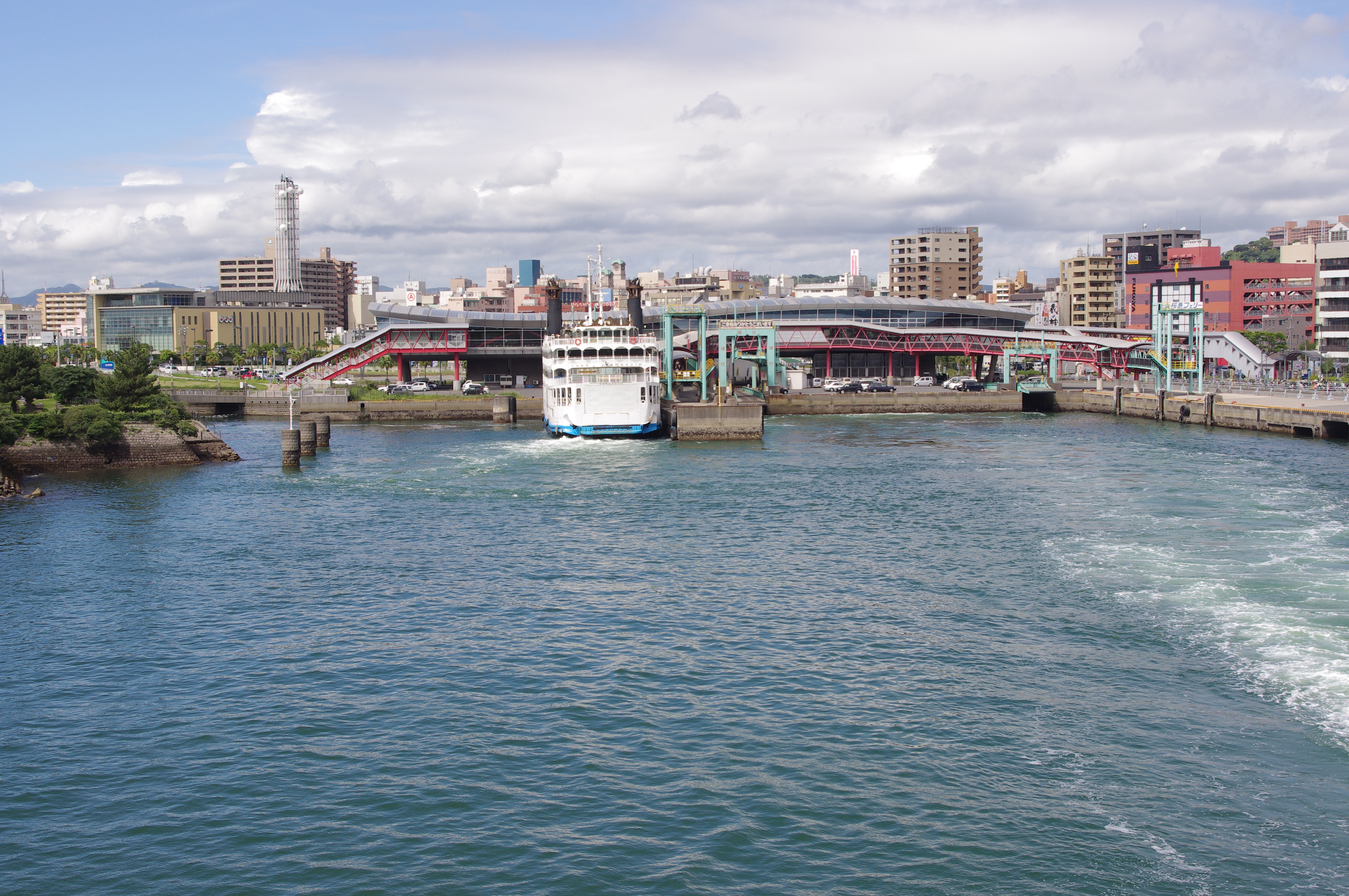
出航した桜島フェリーの船上から望む本港桜島フェリーふ頭

桜島との間を結ぶ桜島フェリー、種子島・屋久島との間を結ぶ種子屋久航路、沖縄との間を結ぶ沖縄航路、十島村及び三島村へのフェリーが発着している。埠頭は小川ふ頭・本港桜島フェリーふ頭・本港フェリーふ頭・北ふ頭・南ふ頭がある。
江戸時代に琉球貿易が盛んとなり、波止場の荷役護岸を建設し利用したのが始まりといわれており、1907年（明治40年）に重要港湾に指定された。

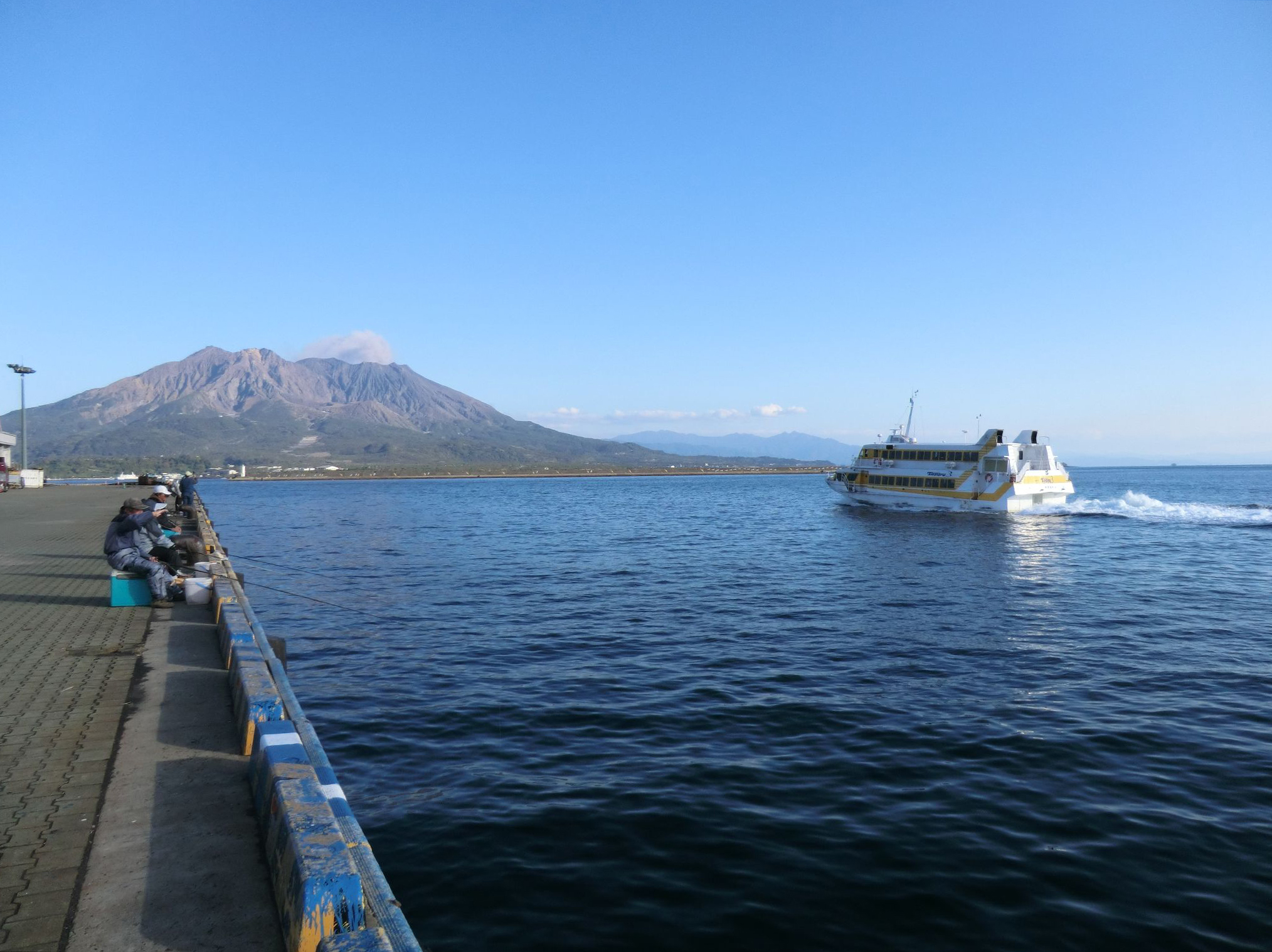
南ふ頭を出航する高速船と桜島
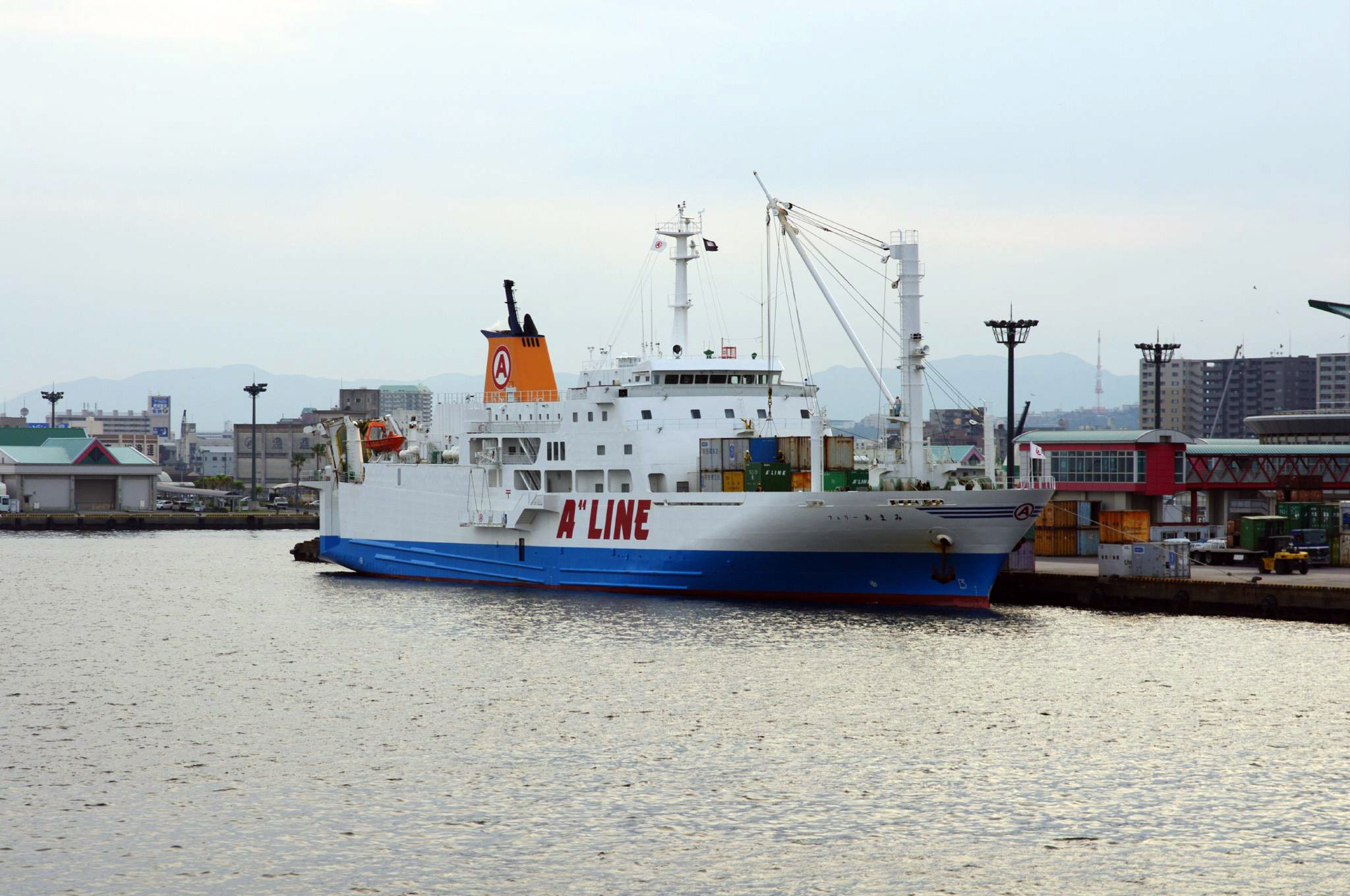
北ふ頭を発着する「フェリーあまみ」
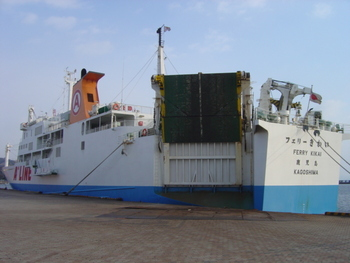
北ふ頭を発着する「フェリーきかい」（先代）
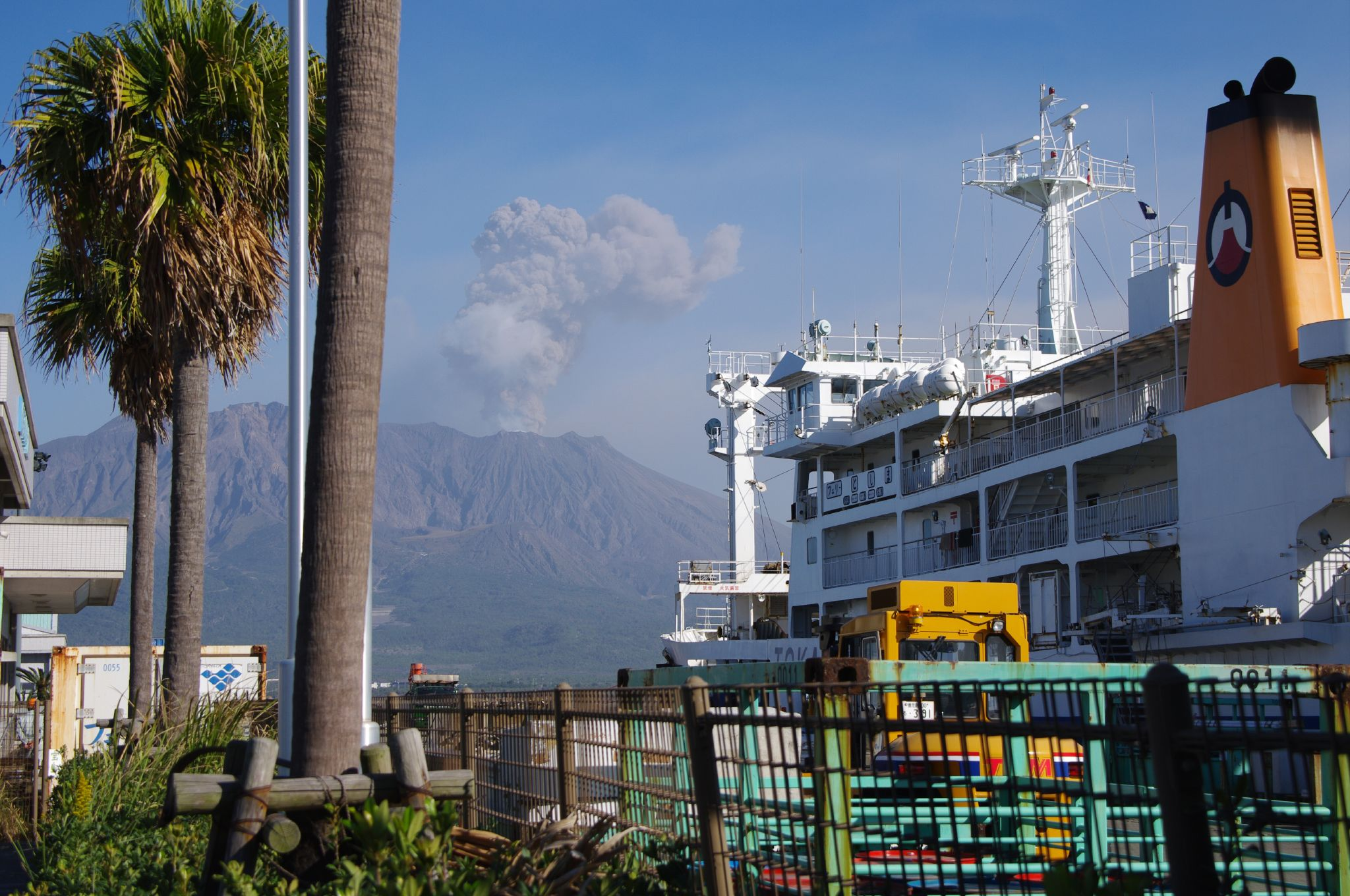
南ふ頭を発着する「フェリーとしま」
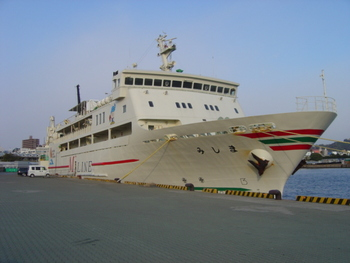
南ふ頭を発着する「フェリーみしま」

### 新港区
奄美群島・沖縄との間を結ぶ奄美・沖縄航路の船が発着する。
1959年（昭和34年）から港湾需要の拡大に対処する為に整備が行われ、岸壁や上屋が設置された。1968年（昭和43年）には沖縄航路や奄美航路が本港区から移転した。
2011年（平成23年）より旅客待合所の建て替え、ボーディングブリッジの設置、埋立てによるふ頭用地の造成、耐震強化岸壁の整備が実施され、2016年（平成28年）に整備が完了した。

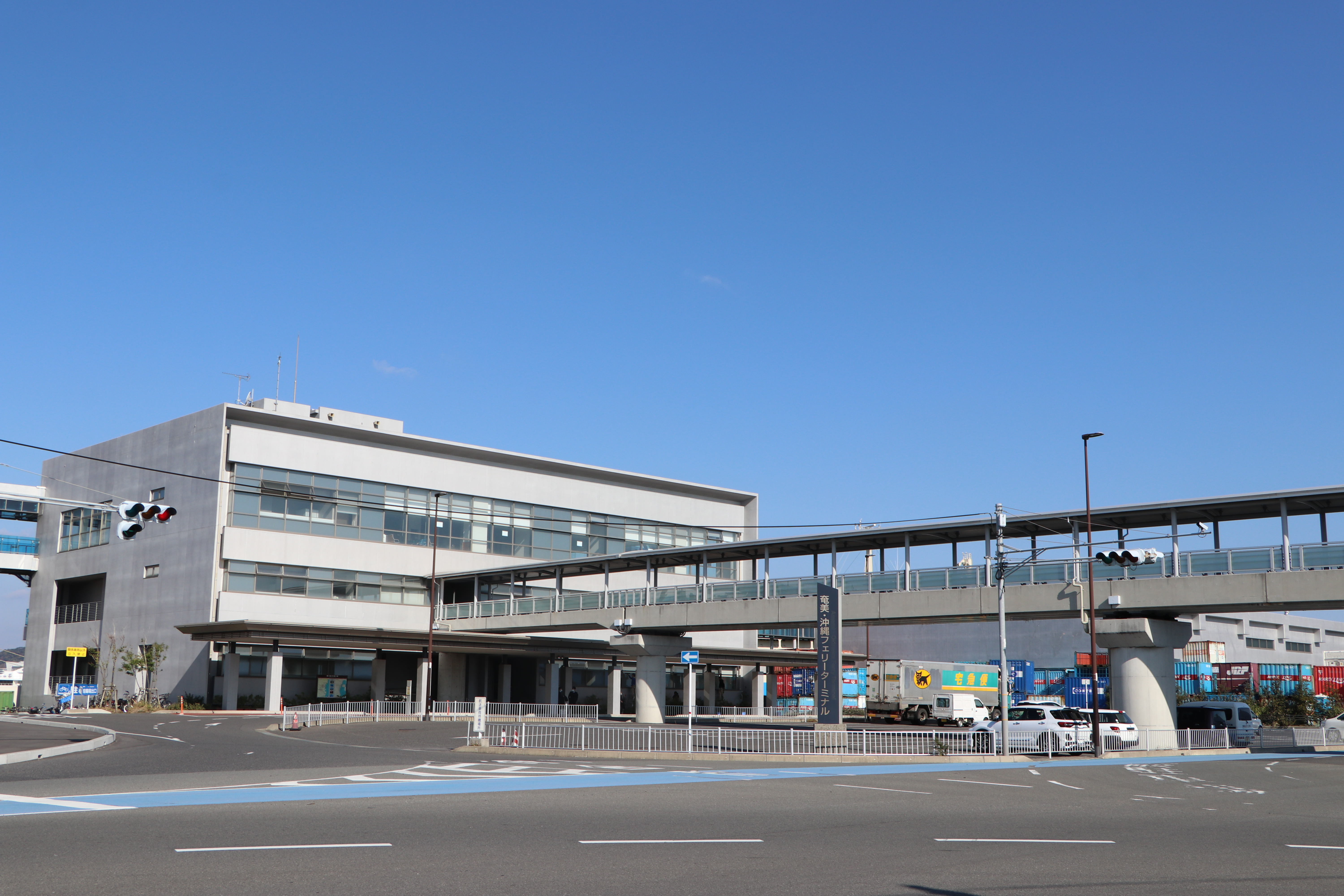
奄美・沖縄フェリーターミナル
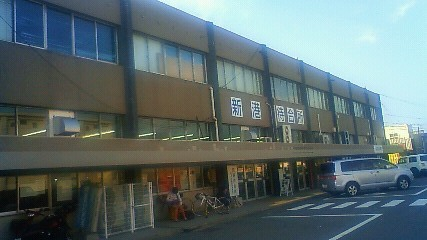
2011年まで使用されていたターミナル

### 鴨池港区
大隅半島の垂水市との間を結ぶ鴨池・垂水フェリーが発着する。1972年（昭和47年）から鹿児島空港の跡地に建設された港であり、1975年（昭和50年）にはフェリーの発着施設が完成した。

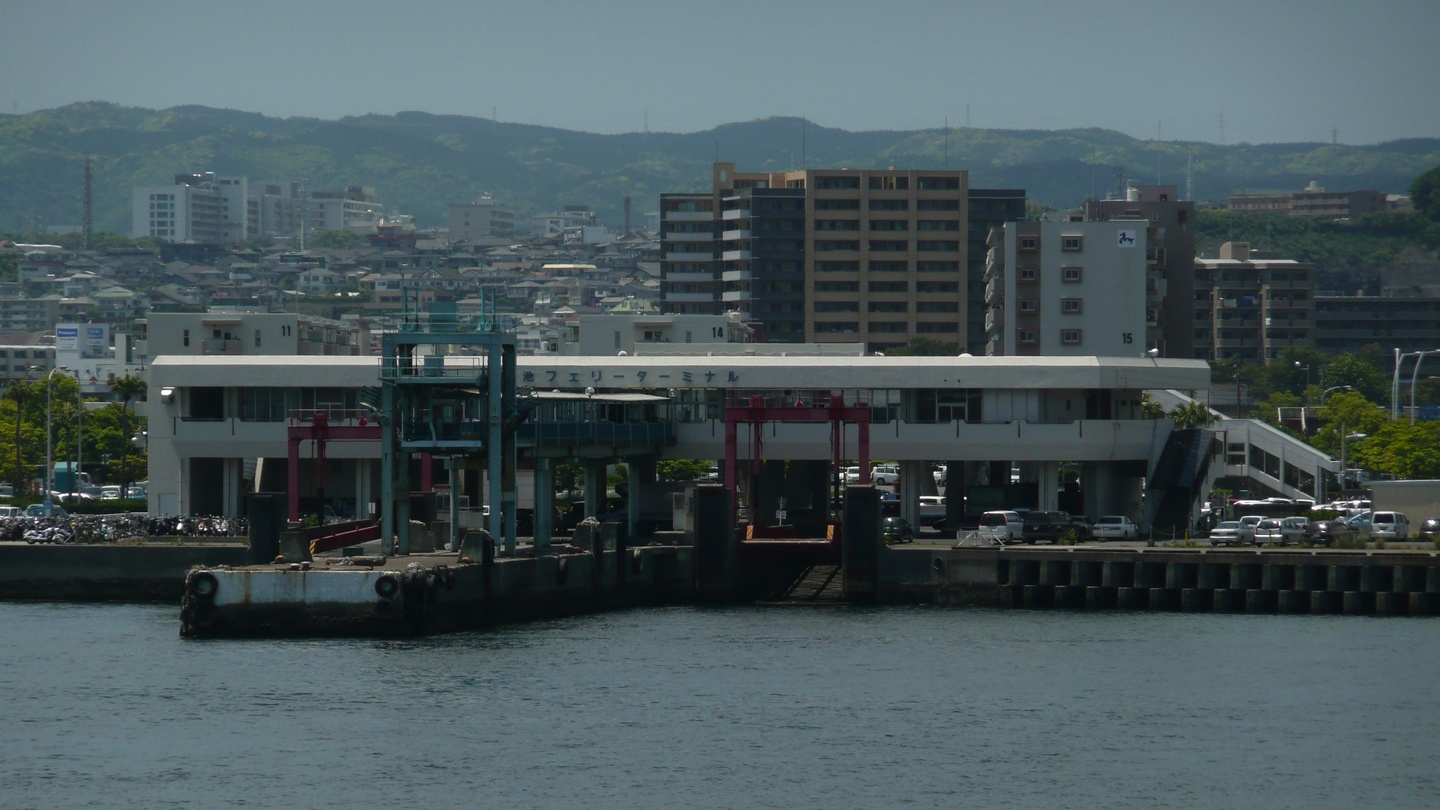
鴨池フェリーターミナル
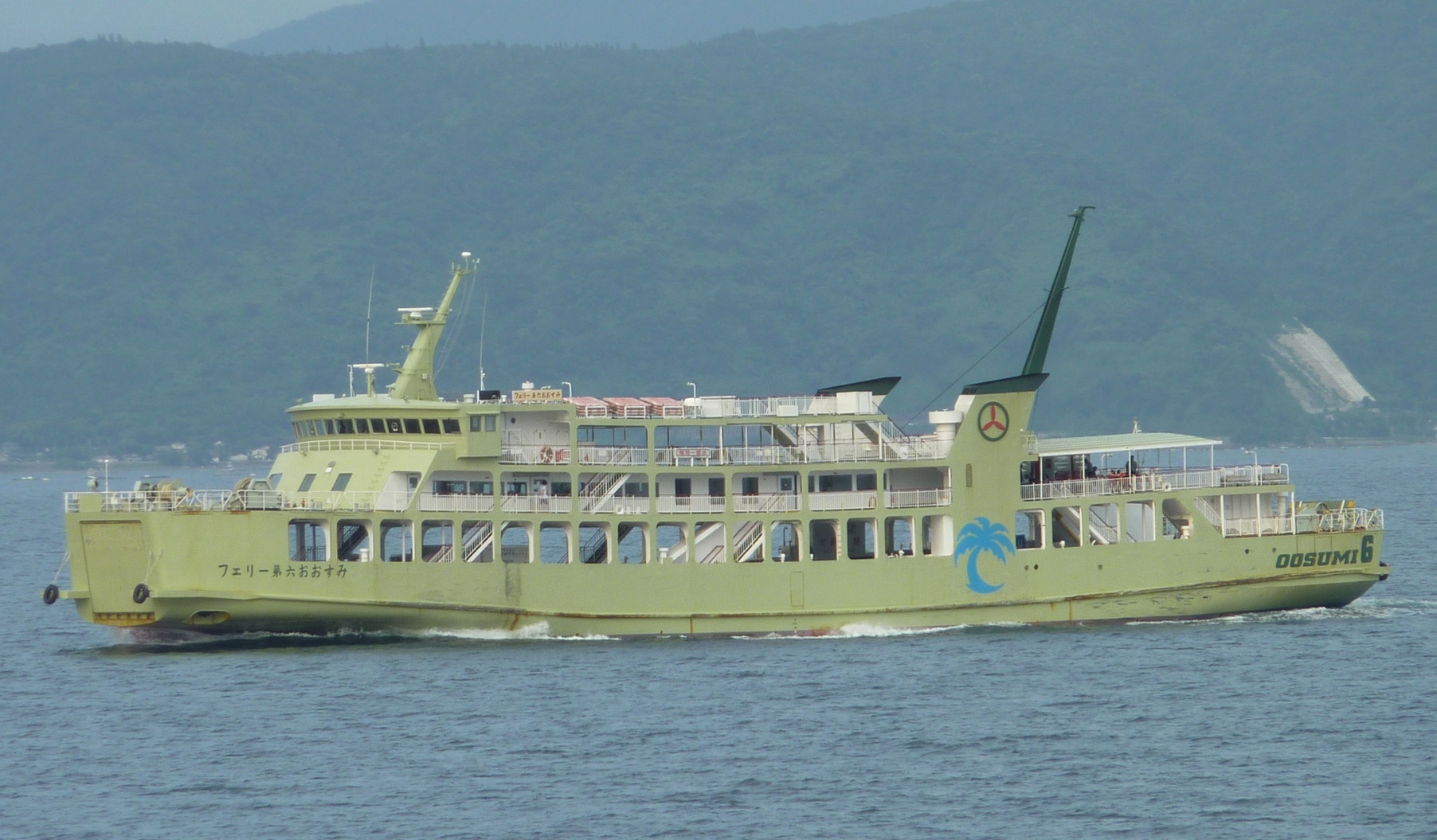
フェリー第六おおすみ（鴨池・垂水フェリー）

### 中央港区

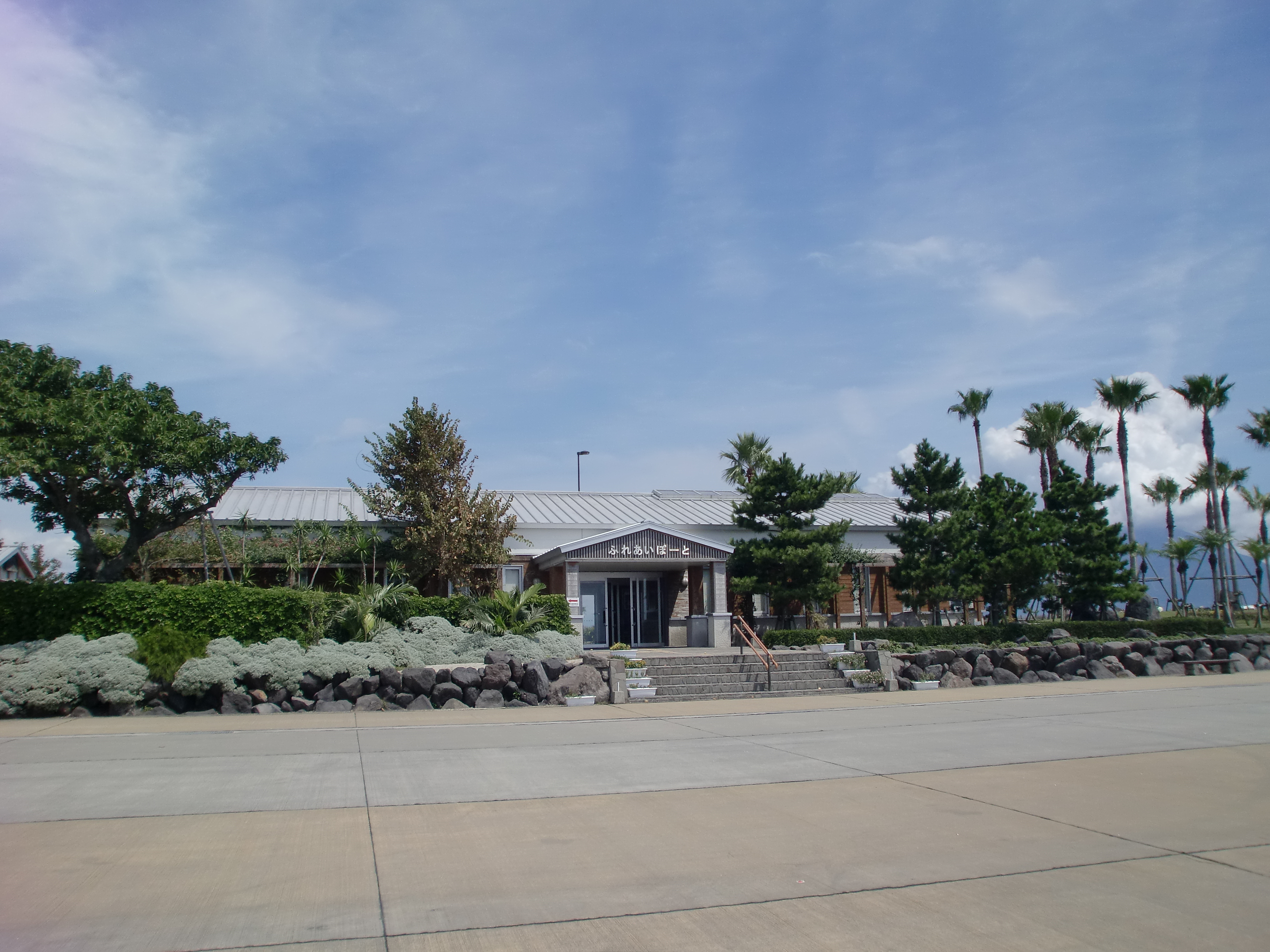
マリンポートかごしまの待合所である「ふれあいぽーと」

LPGや金属くずなどの貨物を取り扱っている。中央港区は旧木材港、旧南港、マリンポートかごしまから構成される。
旧木材港は1965年（昭和40年）から木材を取り扱う港として整備が行われた。1965年（昭和40年）には金属機械団地・製材団地に挟まれた水域には貯木場が整備された。
旧南港は新川の河口部に整備された港であり、第二次世界大戦中に大日本帝国海軍が港として整備を行っていたが建設途中に終戦を迎え、放棄されていた用地を鹿児島市が港として1953年（昭和28年）から整備を実施した。

#### マリンポートかごしま
マリンポートかごしまは、中央港区の一部を構成する大型観光船が接岸できる岸壁を有する埋立地であり、それまで谷山港区に入港していた観光客船の寄港地となった。港以外にも緑地空間が整備されており、2016年（平成28年）に1期2工区が完成しヘリポートや芝生広場・親水広場が供用された。2019年（令和元年）には大型観光船が95回寄港した。
海上における人命の安全のための国際条約に基づき、マリンポートかごしまの一部の区域が「国際埠頭施設（制限区域）」と「国際水域施設」に指定されている。

### 谷山一区
臨海工業用地から発生する貨物を取り扱っている。1968年（昭和43年）から1970年（昭和45年）に造成された臨海工業用地に隣接して整備がなされた。1973年（昭和48年）と1973年（昭和48年）、1985年（昭和60年）に段階的に岸壁の供用が開始された。
また、飼料やセメントの施設があり、外航貨物や専用船が寄港する。貨物船も発着しており、奄美・博多・沖縄・台湾への貨物フェリー航路が開設されている。
海上における人命の安全のための国際条約に基づき、谷山一区の一部区域が「制限区域（国際埠頭施設）」、泊地が「泊地（国際水域施設）」に指定されている。

### 谷山二区
臨海工業用地から発生する貨物を取り扱っている。また、種子屋久航路のフェリーが発着するほか、沖縄への貨物フェリー航路がある。また、鹿児島港最大の臨海工業用地でもある。
1971年（昭和46年）に整備を開始し、1976年（昭和51年）に係留施設や埠頭、1980年（昭和55年）には二区2号上屋や埠頭、1992年（平成4年）にはプレジャーボートスポット事業による小型船の浮桟橋が整備された。
海上における人命の安全のための国際条約に基づき、谷山二区の一部区域が「制限区域（国際埠頭施設）」、泊地が「泊地（国際水域施設）」に指定されている。
1974年（昭和49年）に鹿児島臨海1号用地B区の用地売買契約を石川島播磨重工業と締結したが、1988年（昭和63年）の時点で陸上機械部門が置かれたのみでその他は遊休地となっていた。2002年（平成14年）に撤退し、跡地は鹿児島七ツ島メガソーラー発電所が建設され2013年（平成25年）に運転開始した時点では日本の太陽光発電所で最大の発電出力を有していた。

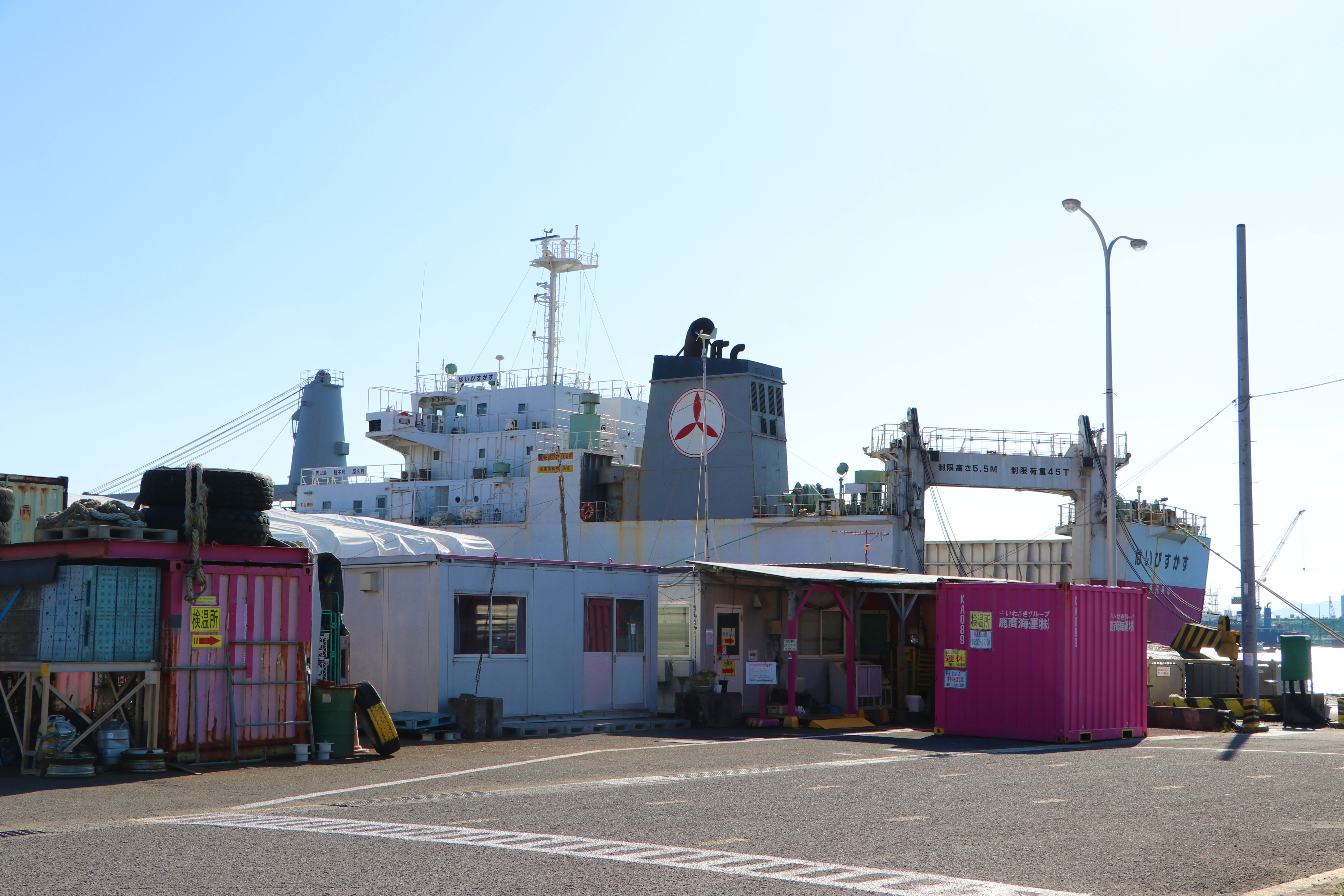
フェリーはいびすかすの発着場
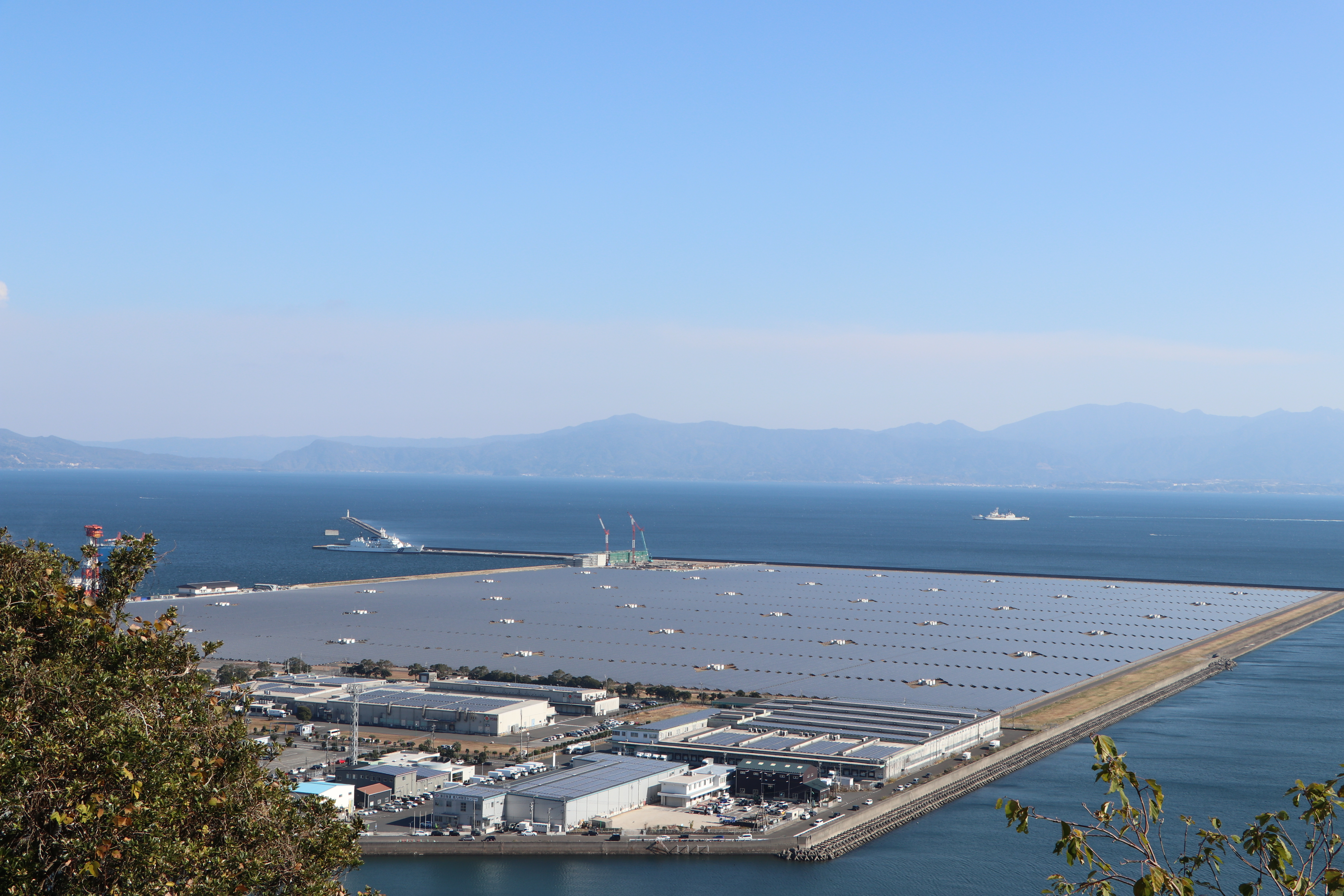
鹿児島七ツ島メガソーラー発電所（石川島播磨重工業跡地）

### 浜平川港区
ヨットやプレジャーボート、漁船の基地として利用されている。1968年（昭和43年）に地方港湾として指定を受けたが、1972年（昭和47年）に鹿児島港の区域に含有されることとなった。
また、鹿児島県によって平川ヨットハウスが設置されている。

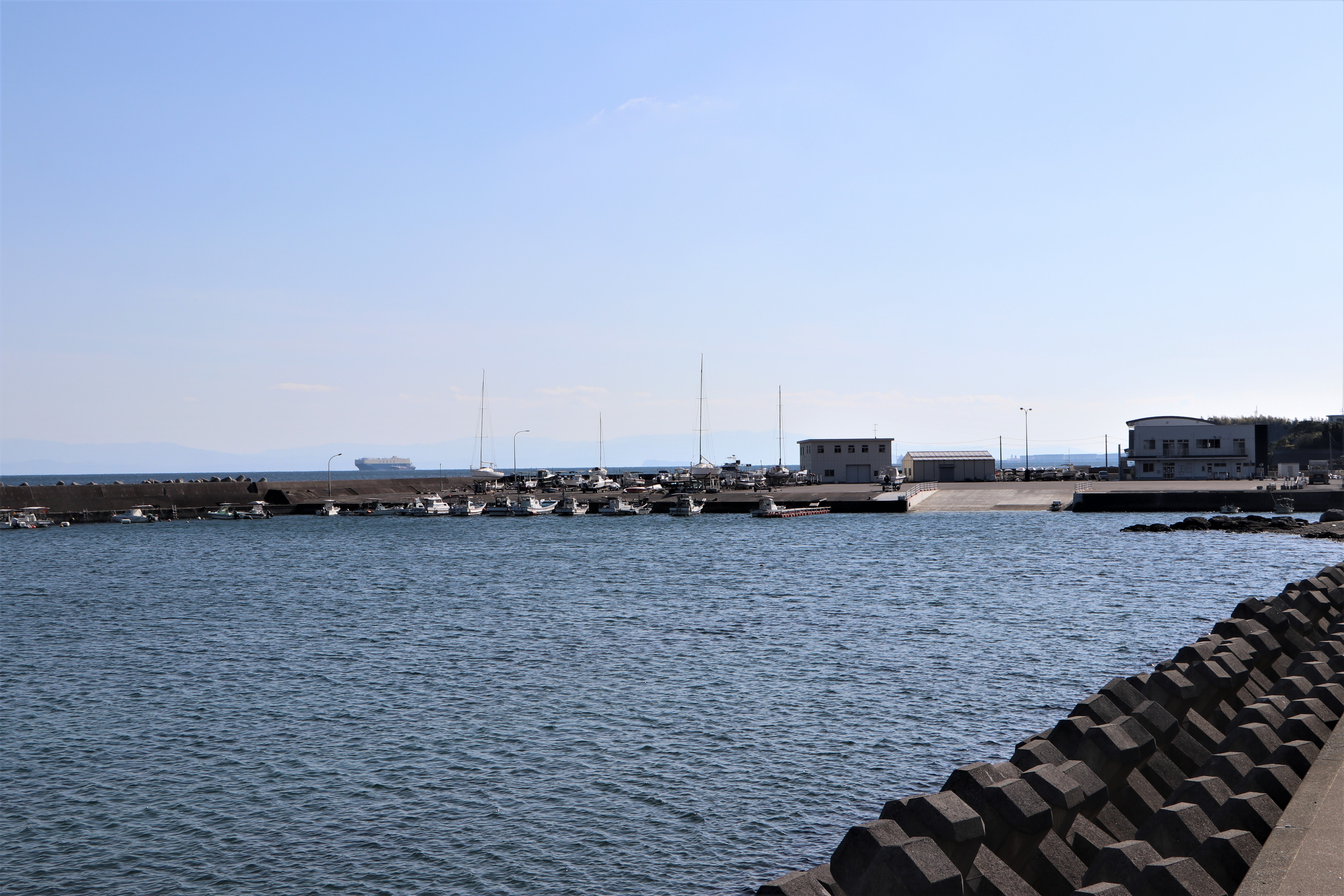
浜平川港区の全景

## 関連史跡

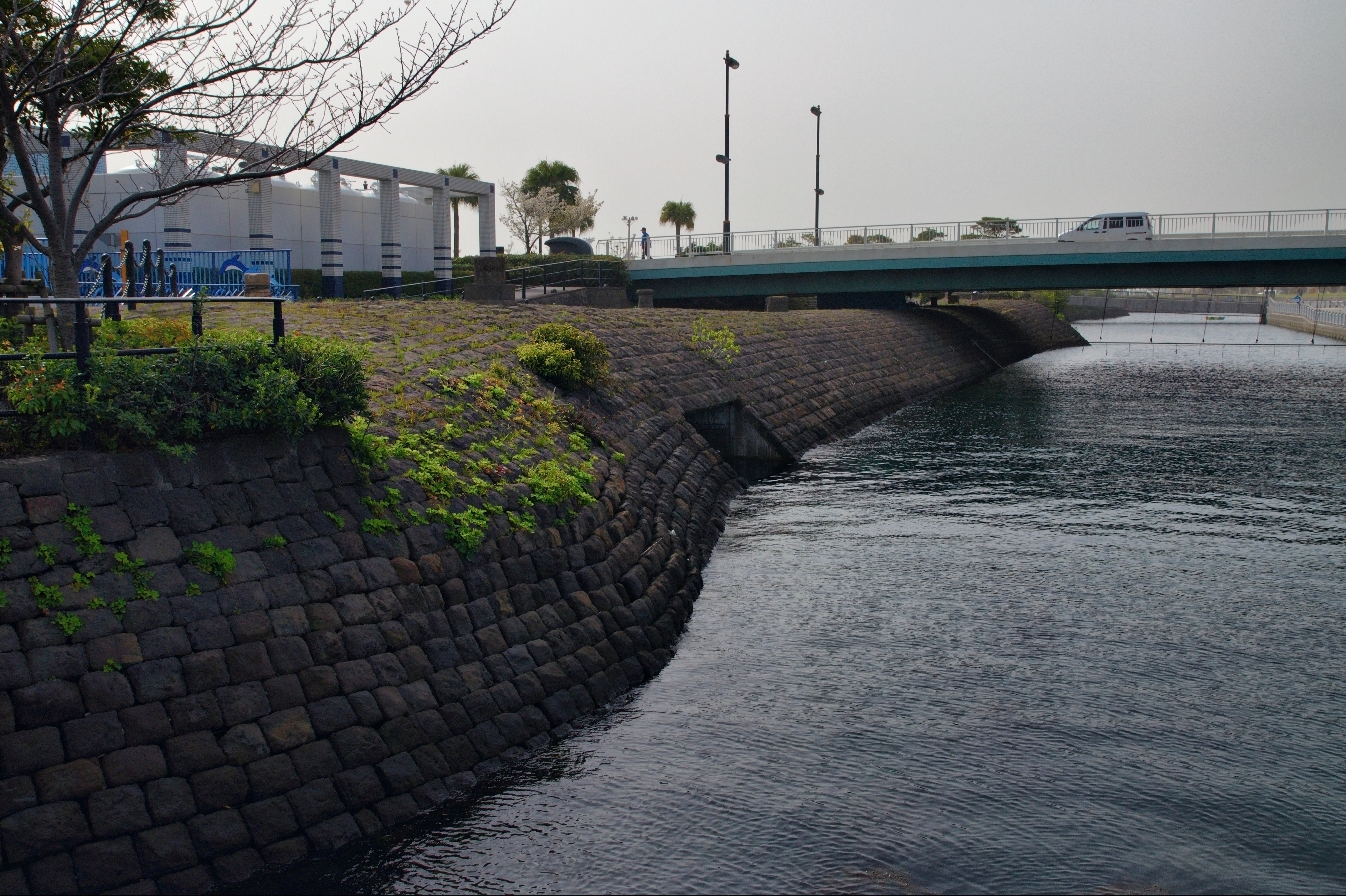
鹿児島旧港施設 新波止（国の重要文化財）

鹿児島港に関連する施設として下記の施設が文化財に指定されている。また、港本港の歴史的防波堤は2001年（平成13年）に「土木学会デザイン賞 2001 優秀賞」を受賞し、2003年（平成15年）に「鹿児島港旧石積防波堤」が「土木学会選奨土木遺産」に選ばれた。
- 鹿児島旧港施設 新波止（国の重要文化財[79]）
  - 本港区にある鹿児島旧港施設であり、江戸時代末期に築かれたものである[79]。島津斉彬が推進した軍備強化策の一環として砲台が築かれ、薩英戦争時には150ポンド砲、80ポンド砲、36ポンド砲が配備されていた[80]。
- 鹿児島旧港施設 遮断防波堤（国の重要文化財[81]）
- 鹿児島旧港施設 一丁台場（国の重要文化財[82]）

## 官公庁

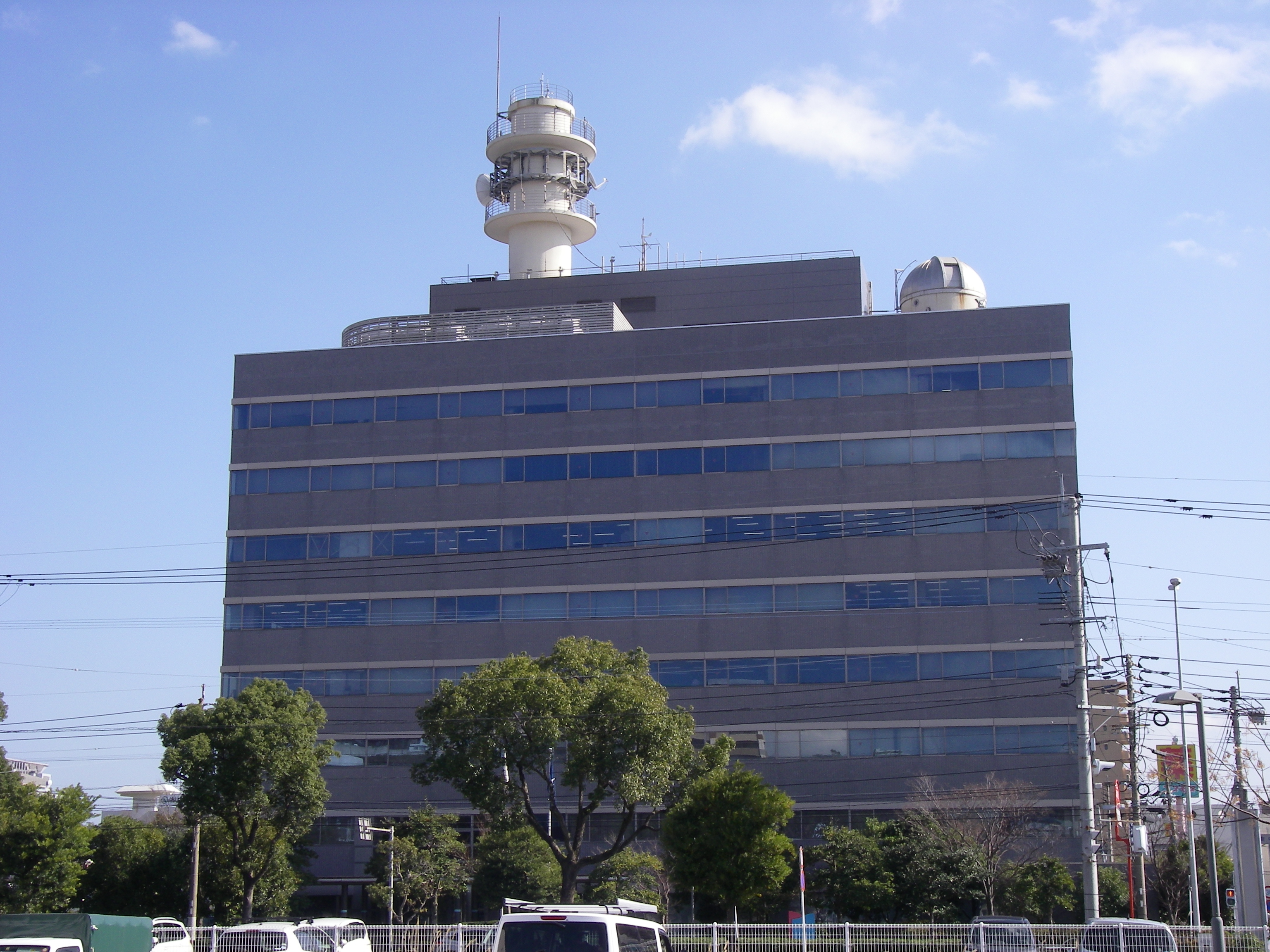
九州南部地方を管轄する海上保安庁第十管区海上保安本部の本部

鹿児島港に関連する官公庁は以下のとおりである。
- 国土交通省海上保安庁
  - 第十管区海上保安本部（東郡元町[83]）
    - 鹿児島海上保安部（浜町[84]）
- 国土交通省
  - 九州地方整備局鹿児島港湾・空港整備事務所（城南町[85]）
- 財務省
  - 関税局長崎税関鹿児島税関支署（南栄五丁目[86]）
- 厚生労働省
  - 福岡検疫所鹿児島検疫所支所（浜町[87]）
- 農林水産省
  - 門司植物防疫所鹿児島支所（浜町[88]）
- 法務省
  - 福岡出入国在留管理局鹿児島出張所（浜町[89]）

## 陸上交通

### 道路

#### 鹿児島港臨港道路
鹿児島港の各港区間の港湾物流の円滑化と鹿児島港付近を通る国道225号や鹿児島県道217号郡元鹿児島港線（産業道路）の渋滞緩和を目的として鹿児島港臨港道路の建設が進められており、1996年（平成8年）には谷山一区の南栄一丁目と中央港区の東開町との間を結ぶ谷山臨海大橋、2000年（平成12年）には与次郎と新港区の錦江町との間を結ぶ天保山シーサイド大橋、2014年（平成26年）には宇宿二丁目と東開町との間を結ぶ黎明みなと大橋が開通している。また未完成区間である鴨池港区から中央港区までを結ぶ鴨池中央港区線については2017年（平成29年）年度に事業化した。

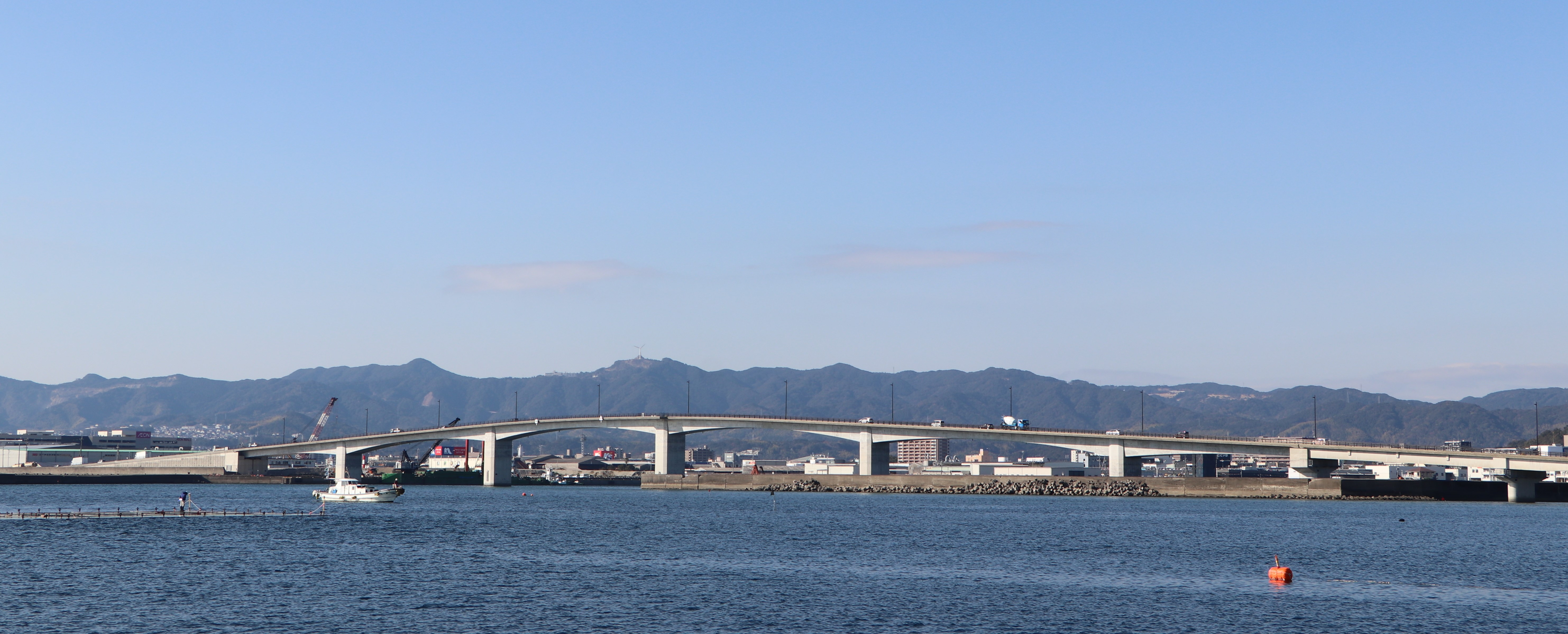
黎明みなと大橋
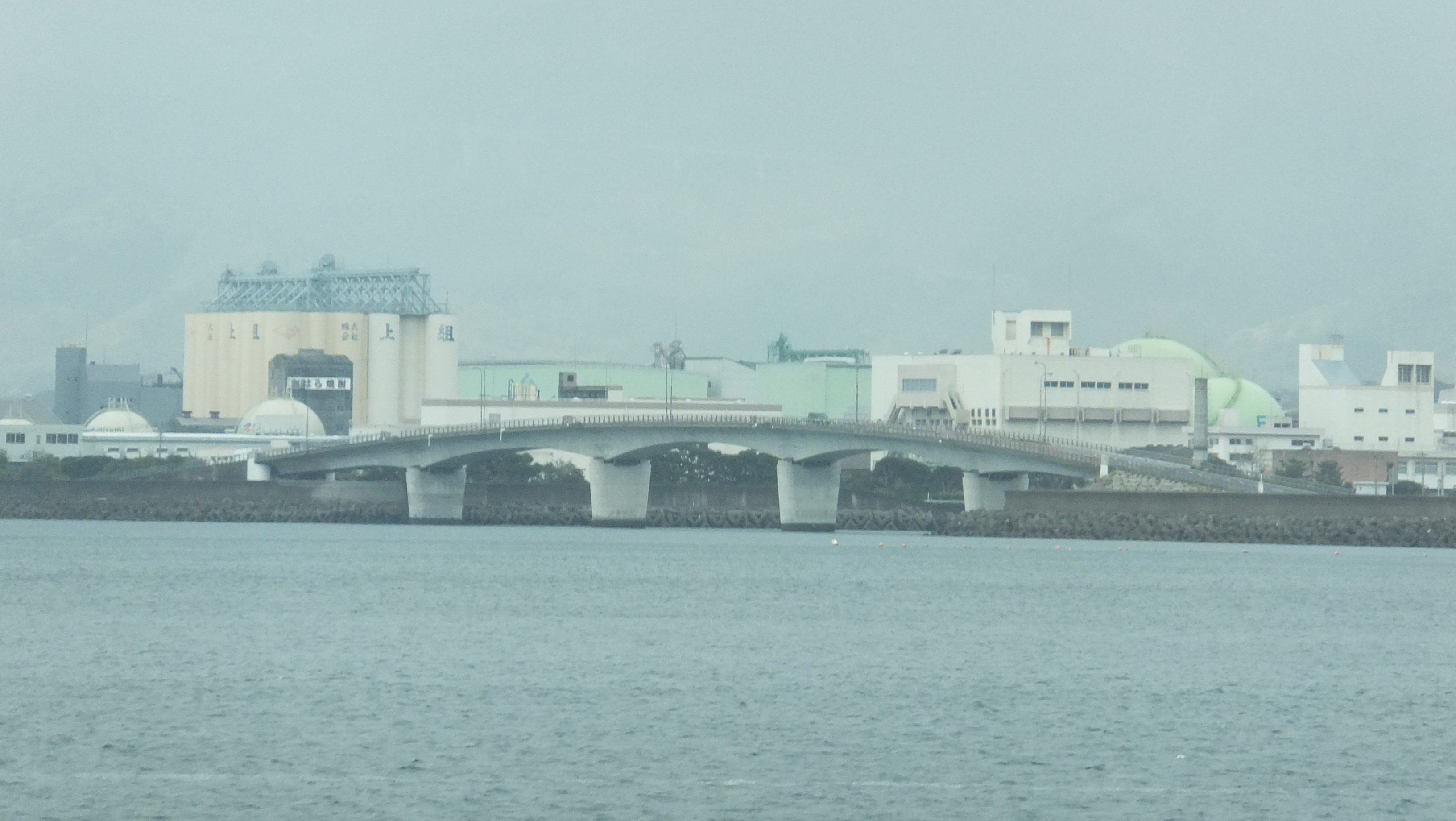
谷山臨海大橋

#### 周辺の道路
鹿児島港の沿岸を南北に結ぶ地域高規格道路鹿児島南北幹線道路の構想があるほか、鹿児島市の高速道路網の結節点である九州自動車道鹿児島インターチェンジから鹿児島港までを結ぶ地域高規格道路鹿児島東西幹線道路の建設が予定されている。

### 鉄道
かつては国鉄鹿児島本線の貨物支線である通称鹿児島港線が1953年（昭和28年）から1984年（昭和59年）の支線廃止まで浜町の鹿児島駅から住吉町にあった鹿児島港駅までを連絡していた。トラック輸送の普及による利用減により路線が廃止され、鹿児島港駅は1984年（昭和59年）2月以降に廃止された。離島への物資輸送の使命を終え以降は鹿児島駅での貨物の取扱いとなった。

### 高速バス

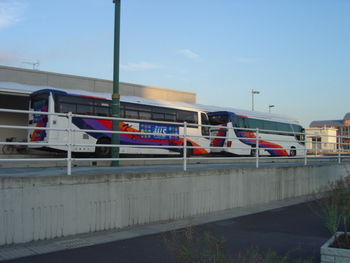
熊本まで乗り入れている九州産交バス　（南埠頭駐車場より）

2009年（平成21年）2月1日よりそれまで大黒町にあったいづろ高速バスセンターを起終点としていた高速バスが本港区南埠頭（高速船ターミナル）に乗り入れ、同ターミナルに設置された「鹿児島本港（高速船ターミナル）」バス停が起終点となった。
- 桜島号：博多・天神行[100]
- きりしま号：桜町BT・熊本駅・西部車庫行[101]